# Clara Chuchio
Clara Chuchio ist eine Ortschaft im Departamento Santa Cruz im südamerikanischen Anden-Staat Bolivien.

## Lage im Nahraum
Clara Chuchio ist zentraler Ort des Kanton Clara Chuchio im Municipio Warnes in der Provinz Ignacio Warnes im westlichen Teil des Departamentos Santa Cruz. Die Ortschaft liegt vier Kilometer nordöstlich des Flughafens Viru Viru, dem Flughafen von Santa Cruz, auf einer Höhe von 361 m am Río Chuchio, der weiter nördlich in den Río Chané fließt.

## Geographie
Clara Chuchio liegt im tropischen Feuchtklima vor dem Ostrand der Anden-Gebirgskette der Cordillera Oriental. Die Region war vor der Kolonisierung von tropischem Regenwald bedeckt, ist heute aber größtenteils Kulturland.
Die mittlere Durchschnittstemperatur der Region liegt bei knapp 24 °C (siehe Klimadiagramm Warnes), die Monatswerte schwanken zwischen 20 °C im Juni/Juli und 26 °C von November bis Februar. Der Jahresniederschlag beträgt etwa 1300 mm, die Monatsniederschläge sind ergiebig und liegen zwischen 35 mm im August und 200 mm im Januar.

## Verkehrsnetz
Clara Chuchio liegt 27 Kilometer nördlich der Departamento-Hauptstadt Santa Cruz und siebzehn Kilometer südlich der Stadt Warnes.
An Clara Chuchio vorbei führt die 1657 Kilometer lange Nationalstraße Ruta 4, die das Land in West-Ost-Richtung durchquert, von Tambo Quemado an der chilenischen Grenze bis Puerto Suárez im Dreiländereck Brasilien-Bolivien-Paraguay. Die Straße führt von Westen kommend über Cochabamba, Villa Tunari und Montero nach Warnes und dann weiter über Santa Cruz und Roboré nach Puerto Suárez und über die Grenze in das brasilianische Corumbá.
Einundzwanzig Kilometer nördlich von Santa Cruz zweigt eine Landstraße von der Ruta 4 in östlicher Richtung ab und erreicht Clara Chuchio nach sechs Kilometern.

## Bevölkerung
Die Einwohnerzahl der Ortschaft ist in den vergangenen beiden Jahrzehnten auf ein Mehrfaches angestiegen:
| Jahr | Einwohner | Quelle       |
| ---- | --------- | ------------ |
| 1992 | 284       | Volkszählung |
| 2001 | 1064      | Volkszählung |
| 2012 | 985       | Volkszählung |
| 2024 |           | Volkszählung |

In der Region sind die Quechua die zahlenmäßig wichtigste indigene Volksgruppe, im Municipio Warnes sprechen 13,5 Prozent der Einwohner Quechua.